# Борба за инвеституру
Борба за инвеституру је најзначајнији конфликт између секуларне и црквене власти у средњовековној Европи. Почео је у 11. веку као спор између цара Светог римског царства и папе Гргура VII око тога ко контролише постављање (инвеститура) виших свештеника (бискупа). Тај спор доводи до готово 50 година грађанског рата у Немачкој у коме побеђују велике војводе и опати, а Немачко царство се распада и не опоравља се до уједињења Немачке у 19. веку.
Почела је као борба за власт између папе Гргура VII и Хенрика IV (тада краља, касније цара Светог римског царства) 1076. године. Сукоб је окончан 1122. године, када су се папа Калист II и цар Хенрик V договорили око Вормског конкордата. Споразум је захтевао да бискупи дају заклетву на верност секуларном монарху, који је имао власт „копљем“, али је избор препустио цркви. To je потврђивало право цркве да епископима даје свету власт, коју симболизују прстен и жезал. У Немачкој (али не у Италији и Бургундији) цар је такође задржао право да председава изборима игумана и епископа од стране црквених власти и да суди у споровима. Цареви Светог римског царства одрекли су се права да бирају папу.

## Порекло
Пре борбе за инвеституру, постављање бискупа је само теоретски био задатак Цркве, али у пракси су их постављале секуларне власти (цареви, краљеви и војводе). Са бискупском или опатском службом долазило је доста земље и богатства, тако да су се црквени положаји често куповали, иако је то био грех. Продаја црквених положаја постаје значајан извор прихода секуларних владара. Осим тога бискупи су били због своје писмености део секуларних влада. Владару је било веома корисно да на положај доведе бискупа или опата који ће бити одан.
Поред свега осталог цар Светог римског царства имао је могућност да поставља папу, а папа је постављао и крунисао цара Светог римског царства.

## Грегоријанска реформа
Криза је започела када је једна група бискупа, предложила да се спроведе „грегоријанска реформа цркве“. Основни разлог реформе је продаја црквених положаја. Зато је предложено да црква поставља свештенике. Грегоријански реформисти су знали да то неће моћи извести, док год цар може постављати папу. Први корак је зато био да цар не поставља папу.
Шанса се показала, кад је на власт дошао 1050-их цар Хенрик IV. Пошто је цар био још дете реформатори проглашавају 1059. на црквеном концилу у Риму да секуларни владари неће више бирати папе. У ту сврху су формирали колегијум кардинала, који бира папу. Тај начин бирања папа се одржао до данас. Кад је Рим успио да контролише избор папе, кренуо је на укидање права владара на инвеституру осталих свештеника.

### Хенрик IV смењује папу
Папа Гргур VII је 1075. тврдио да је Римска црква основана од бога и да је папска власт универзална и да једино папа може постављати бискупе и свештенике. То је био отклон од средњовековне равнотеже снага и Гргур VII по томе елиминише инвеституру, по којој је божански постављени монарх имао право да поставља прелате, који би опет имали и секуларну и духовну моћ.
Када је Хенрик IV престао бити дете, послао је Гргуру VII писмо, којим смењује папу и сазива избор новог папе.

### Гргур VII екскомуницира Хенрика IV
Гргур VII одговара 1076. писмом, којим екскомуницира краља и свргава га као краља и цара. То је било први пут да је цар свргнут од 4. века. Фактички и папа и цар су један другог свргли. Немачка аристократија је била сретна да чује да је цар свргнут. Они су користили религију као покриће за наставак побуне, која је раније започела. Аристократија је приграбила царска овлашћења, па је почела полагати право власти над сељацима и поседима. Градили су замкове, тамо где је пре било забрањено и градили су локалне феуде да би се одвојили од царства.

### Пут у Каносу
Хенрик IV је био суочен са побунама, па му није преостало ништа друго него да се извини папи. Покајнички путује у Каносу 1077. и ту се извињава папи. Као доказ да се каје за своје грехе дошао је бос усред зиме и у кошуљи од грубе оштре длаке. Гргур VII му опрашта и скида екскомуникацију са њега. Али немачке аристократе не престају са побуном. Изабрали су ривалског краља Рудолфа Рајнфелдског.

### Хенрик IV поново покушава сменити папу
Хенрик убија 1081. Рудолфа и исте године напада Рим са циљем насилне смене Гргура VII и постављања новог папе. Гргур VII је позвао у помоћ своје пријатеље Нормане, који су били у јужној Италији. Нормани су спасили папу од Немаца. Нормани су при томе опљачкали Рим, па су грађани Рима устали против папе Гргура VII. Гргур је побегао јужно Норманима и убрзо је умро.
Сукоб око инвеституре се наставио још неколико деценија и сваки следећи папа је настојао да потакне побуну у Немачкој против Хенрика. Хенрика IV је 1106. наследио син Хенрик V, који је наставио са сукобом око инвеституре.

## Сукоб око инвеституре у Енглеској (1103—1107)
Вилијам Освајач је прихватио благослов Гргура VII кад је извршио инвазију Енглеске. Међутим Вилијам Освајач одбија папин захтев да дође у Рим и да прихвати документ под именом Константинова даровница, по којима би папа имао пуна права постављања, а не краљеви.
Бискупи и опати Енглеске остали су лојални Вилијему Освајачу, иако је папа 1075. тврдио да само папа поставља бискупе. Током власти Хенрика I било је доста препирки између Рима и Вестминстера, па надбискуп Анселмо Кентерберијски подноси оставку и повлачи се у манастир. Био је екскомунициран Хенриков кључни саветник, али папа се није усуђивао да екскомуницира Вилијема Освајача. Папи је била потребна енглеска подршка током проблема са Хенриком IV. Осим тога и за крсташки рат била је потребна енглеска подршка.

### Компромисни Лондонски конкордат (1107)
У Енглеској је постигнут компромис, зван Лондонски конкордат 1107, који је касније послужио као узор за Вормски конкордат у Немачкој. У Енглеској су се разликовали секуларне и духовне моћи високих свештеника. Енглески краљ је предао папи право постављања бискупа и опата, али задржао је право да се бискупи њему закуну као секуларни вазали, јер су поседовали земљу, коју им је краљ уделио.

## Конкордат из Вормса
После 50 година рата склопљен је компромис 23. септембра 1122, познат као конкордат из Вормса. Договорено је да се укине инвеститура, тј да краљеви не постављају бискупе. Међутим секуларни владари су задржали неслужбени битан утицај на процес постављања.

## Значај
Пре сукоба за инвеституру Немачка је била врло моћно и уједињено краљевство. Током 50 година рата смањила се моћ Немачке, а процес распада је узео маха. Локално племство је повећало своја права на рачун сељака, па се повећало кметство. Повећали су се локални порези и дажбине, а краљ је добијао све мање. Судство је постало локализовано и није одговарало краљевском ауторитету. Смањење царских моћи је држало подељену Немачку све до 19. века.
Папе су добиле много већу моћ. Међутим сукоб се није тиме окончао. Поново ће избити сукоби папа и светих римских царева, све док Италија не буде изгубљена за Свето римско царство.